# Мішель Турньє
Мішель Турньє (фр. Michel Tournier; (19 грудня 1924, Париж — 18 січня 2016, Шуазель) — французький письменник, лауреат Гонкурівської премії.

## Біографія і творчість
Мати Турньє походила з Бургундії, батько — гасконець. Дитинство Мішель Турньє провів у Сен-Жермен-ан-Ле, за якийсь час родина переїхала до Неї-сюр-Сен. Разом з ним навчався Роже Німьє. Турньє виховувався під впливом німецької культури, музики й католицизму. Пізніше Мішель відкриває для себе філософію Гастона Башляра. Займався філософією у Сорбонні й Тюбінгенському університеті. Слухав Лекції Моріса де Гандіяка. Хотів викладати в ліцеї філософію, але зазнав невдачі на конкурсі на посаду викладача.
Мішель Турньє почав працювати на «Радіо Франс» як журналіст і перекладач, вів там передачу «Година французької культури». У 1954 році працює в рекламі для Європи 1. Також співпрацює з газетами «Ле Монд» і «Фігаро». З 1956 по 1968 працює у видавництві Плон і перекладає з німецької мови. Водночас продовжував діяльність журналіста на радіо. У 1968 з Люсьєном Клергом бере участь в організації фотографічного фестивалю в Арлі.
У 1967, надихнувшись Робінзоном Данієля Дефо, він пише свій перший роман «П'ятниця, або Тихоокеанський лімб» (фр. Vendredi ou Les Limbes du Pacifique). Роман був удостоєний Великої премії Французької академії.
У 1970 отримує Гонкурівську премію за роман «Вільшаний король» (Le Roi des Aulnes, укр. переклад — 2011), що розійшовся 4-х мільйонним тиражем. Роман екранізував Фолькер Шльондорф (Огр, 1996).
У 1971 публікує роман «П'ятниця, або Дике життя» (фр. Vendredi ou la vie sauvage) — спрощену версію своєї першої книги. Вона написана для дітей, тому що, на думку Турньє, якщо книгу читають діти, це свідчить про її достоїнства. Книга увійшла до шкільної програми, була продана тиражем у 7 мільйонів примірників, а також перекладена на багато мов.
У 1972 Мішель Турньє стає членом Гонкурівської академії.
У 1975 він публікує свій третій роман «Метеори», який розповідає про життя двох близнюків, Жана і Поля.
Похований на цвинтарі міста Шуазель.

## Визнання
Отримав медаль Гете в 1993 . Почесний доктор Лондонського університету (1997).

## Вибрані твори
- П'ятниця, або Тихоокеанський лімб (Vendredi ou les Limbes du Pacifique, 1967)
- Вільшаний король (Le Roi des aulnes, 1970) — український переклад В. Шовкуна (2011)
- Метеори (Les Météores, 1975)
- П'ятниця, або Дике життя (Vendredi ou la Vie sauvage, 1977)
- Фетишист (Le Coq de bruyère, 1978)
- Каспар, Мельхіор и Бальтазар (Gaspard, Melchior et Balthazar, 1980)
- Політ вампіра (Le Vol du vampire, 1981)
- Жіль і Жан (Gilles et Jeanne, 1983)
- Золота крапля (La Goutte d'or, 1986)
- Маленькі прози (Petites Proses, 1986)
- Любовне свято опівночі (Le Medianoche amoureux, 1989)
- Дуло (La Couleuvrine, 1994)
- Дзеркало ідей (Le Miroir des idées, 1994)
- Єлізар, вихід на Захід (Eléazar ou la Source et le Buisson, 1996)
- Екстремальний журнал (Journal extime, 2002)
- Німеччина, зимова казка Генріха Гейне (Allemagne, un conte d'hiver de Henri Heine, 2003)
- Щастя в Німеччині? (Le Bonheur en Allemagne ?, 2004)
- Зелене чтиво (Les Vertes lectures, 2006)

## Українські переклади
- Мішель Турньє, П'ятниця, або життя дикуна (фр. та укр. мовами), Харків: Фоліо, 2000
- Мішель Турньє. Вільшаний король / Пер. Віктор Шовкун. — Київ: Видавництво Жупанського, 2011.